# Rio de le Torete

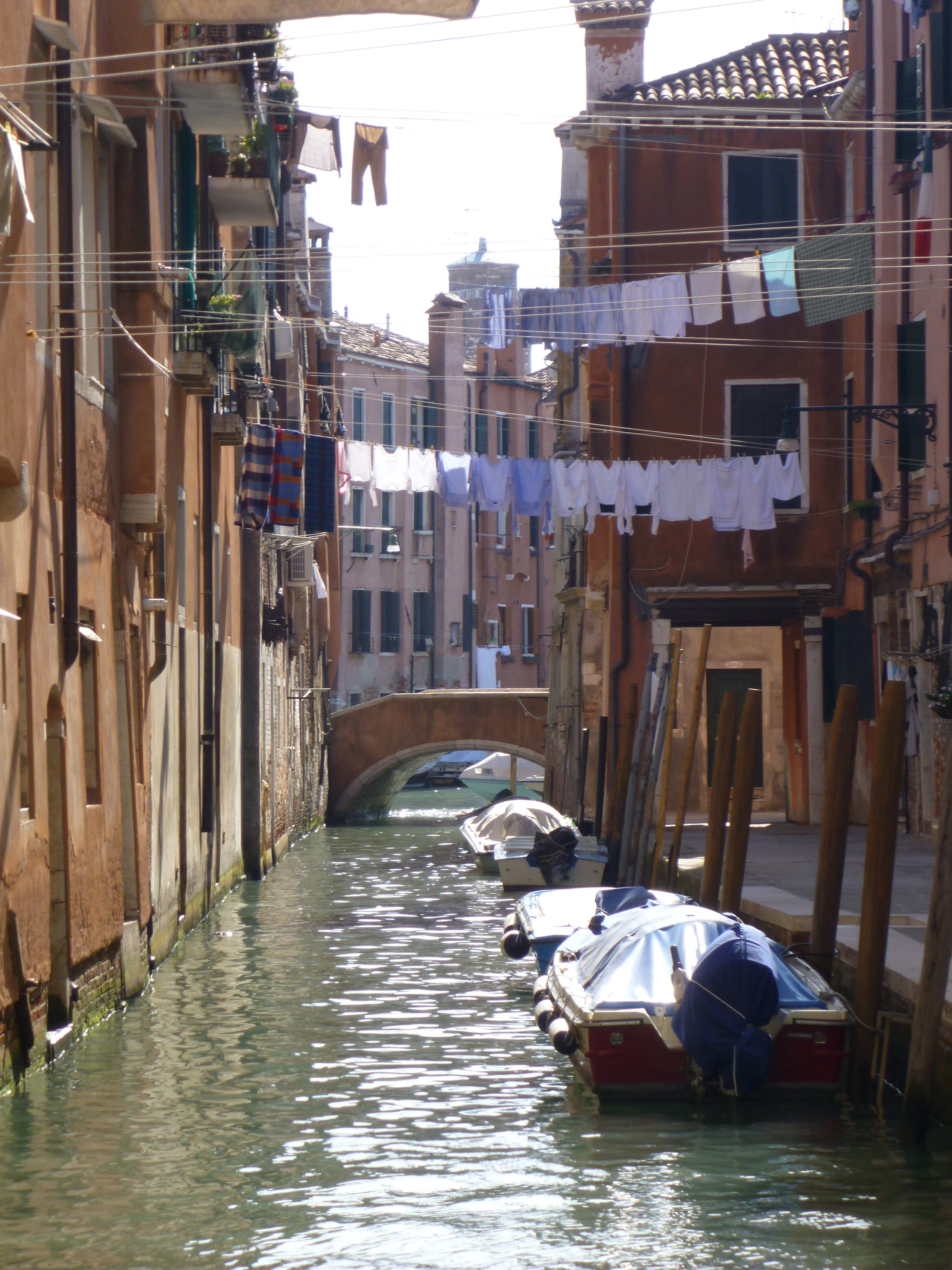
rio et ponte de le Torete

Le rio delle Torette (en vénitien rio de le Torete, « canal des tourelles ») est un canal de Venise dans le sestiere de Cannaregio en Italie.

## Origine
Ce rio est nommé parce qu'il s'y trouvait une bâtisse avec des tourelles.
Il fut également un temps nommé rio delle Corelie, d'après la famille venu de Lucques y exercer le commerce de la soie.

## Description
Le rio dele Torete a une longueur de 87 m.
Il relie le rio della Sensa en sens sud au rio de San Girolamo en face du ghetto en passant sous le ponte de le Torete, qui fait la jonction entre le Fondamente dei Ormesini et le Fondamente de le Capuzine.